# Edmund Dankerlui
Edmund Dankerlui is een Surinaams oud-politicus. In 1985 was hij minister van Arbeid tot hij moest opstappen omdat hij demonstranten met een pistool had bedreigd toen zij zijn kantoor waren binnendrongen.

## Biografie
Edmund Dankerlui slaagde in september 1956 voor zijn LO-akte A en B. In de jaren 1960 studeerde hij rechten aan de Universiteit van Amsterdam. Hij rondde zijn studie af met de titel meester in de rechten en werkte medio jaren 1970 bij het ministerie van Onderwijs als hoofd Juridische Zaken.
Vanaf 1984 stond het militaire regime weer burgers toe in de landelijke politiek. Dankerlui trad op 3 februari 1984 aan als minister van Arbeid voor de vakbond Progressieve Werknemers Organisatie (PWO). Al in maart zegden de Moederbond, C-47 en de CLO het vertrouwen in hem op. Zijn eigen PWO weigerde met de andere bonden mee te gaan. De kabinetscrisis leek van de baan toen het militaire regime en de ASFA hadden laten weten niet mee te gaan met het standpunt van de drie bonden. Een kleine twee weken later escaleerde het echter toen de drie bonden hun afgevaardigde ministers uit het kabinet terugtrokken. Twee bonden zonden hun minister eind april weer af naar het kabinet; de minister van C-47 keerde eerst niet terug.
Op 5 december 1985 drongen stakende arbeiders zijn kantoor binnen. Hij raakte toen in opspraak omdat hij hen had bedreigd met een pistool. Zijn eigen PWO riep legerleider Desi Bouterse op om Dankerlui te ontslaan. Op 9 december 1985 legde hij zijn functie neer nadat het militaire topberaad hem daarom vroeg.